# Kabinet-Adenauer IV
Het kabinet–Adenauer IV was het West-Duitse kabinet van 14 november 1961 tot 14 december 1962. Het kabinet werd gevormd door de politieke partijen Christlich Demokratische Union Deutschlands (CDU)-Christlich-Soziale Union (CSU) en de Freie Demokratische Partei (FDP) na de verkiezingen van 1961. Konrad Adenauer de partijleider van de CDU diende een vierde termijn als bondskanselier en Ludwig Erhard een onafhankelijke liberaal diende als vicekanselier en bondsminister van Economie.
Als gevolg van de publicatie van staatsgeheime stukken betreffende de West-Duitse defensie in het blad Der Spiegel (zie: Spiegel-affaire), gaf minister van Defensie, Franz Josef Strauss (CSU), opdracht tot een gerechtelijk onderzoek naar het lekken van de staatsgeheime stukken. Dit leidde tot commotie, omdat de minister van Justitie, de FDP'er Wolfgang Stammberger, niet van het onderzoek op de hoogte was gesteld. Dit leidde tot een resolutie (14 november 1962) die werd ingediend door de grootste oppositiepartij, de Sozialdemokratische Partei Deutschlands (SPD) die het aftreden van Strauss eisten. Op 19 november 1962 sloot de FDP zich bij de resolutie aan en traden de liberale ministers uiteindelijk uit het kabinet op 11 december 1962.. Hierna ontstond een regeringscrisis en begonnen onderhandelingen met de SPD over een nieuw kabinet die spoedig vastliepen. Na een impasse trad minister van Defensie Franz Josef Strauss (CSU) af zodat de FDP weer bereid was te onderhandelen en er uiteindelijk een nieuw kabinet werd gevormd van CDU/CSU en FDP.

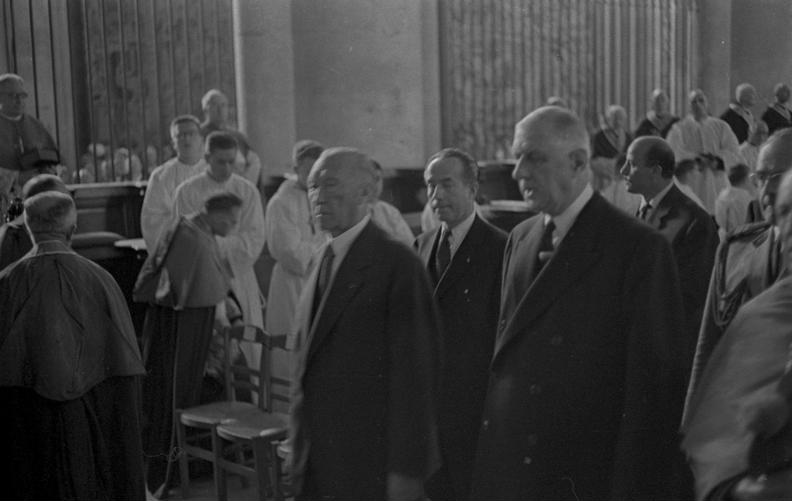
Bondskanselier Konrad Adenauer en president van Frankrijk Charles de Gaulle in Reims op 8 juli 1962.

| Ambtsbekleders             | Ambtsbekleders           | Ambtsbekleders                       | Functie(s)                                                  | Termijn           | Termijn          | Partij        |
| -------------------------- | ------------------------ | ------------------------------------ | ----------------------------------------------------------- | ----------------- | ---------------- | ------------- |
|                            | Konrad Adenauer          | Konrad Adenauer (1876–1967)          | Bondskanselier                                              | 15 september 1949 | 16 oktober 1963  | CDU           |
|                            | Ludwig Erhard            | Ludwig Erhard (1897–1977)            | Vicekanselier                                               | 29 oktober 1957   | 16 oktober 1963  | O             |
| Bondsminister van Economie | Ludwig Erhard            | Ludwig Erhard (1897–1977)            | 15 september 1949                                           |                   | 16 oktober 1963  | O             |
|                            | Hermann Höcherl          | Hermann Höcherl (1912–1989)          | Bondsminister van Binnenlandse Zaken                        | 14 november 1961  | 26 oktober 1965  | CSU           |
|                            | Gerhard Schröder         | Gerhard Schröder (1910–1989)         | Bondsminister van Buitenlandse Zaken                        | 30 oktober 1961   | 1 december 1966  | CDU           |
|                            |                          | Heinz Starke (1911–2001)             | Bondsminister van Financiën                                 | 14 november 1961  | 19 november 1962 | FDP           |
|                            | Rolf Dahlgrün            | Rolf Dahlgrün (1908–1969)            | Bondsminister van Financiën                                 | 19 november 1962  | 11 december 1962 | FDP           |
|                            |                          | Wolfgang Stammberger (1920–1982)     | Bondsminister van Justitie                                  | 14 november 1961  | 14 december 1962 | CSU           |
|                            | Franz Josef Strauß       | Franz Josef Strauß (1915–1988)       | Bondsminister van Defensie                                  | 16 oktober 1956   | 9 januari 1963   | CSU           |
|                            | Elisabeth Schwarzhaupt   | Elisabeth Schwarzhaupt (1901–1986)   | Bondsminister van Volksgezondheid                           | 14 november 1961  | 1 december 1966  | CDU           |
|                            | Theodor Blank            | Theodor Blank (1905–1972)            | Bondsminister van Arbeid en Sociale Zaken                   | 29 oktober 1957   | 26 oktober 1965  | CDU           |
|                            | Hans-Christoph Seebohm   | Hans-Christoph Seebohm (1903–1967)   | Bondsminister van Verkeer                                   | 15 september 1949 | 1 december 1966  | CDU           |
|                            | Werner Schwarz           | Werner Schwarz (1902–1982)           | Bondsminister van Landbouw, Voedselvoorziening en Bosbeheer | 15 september 1959 | 26 oktober 1965  | CDU           |
|                            | Paul Lücke               | Paul Lücke (1914–1976)               | Bondsminister van Huisvesting                               | 29 oktober 1957   | 26 oktober 1965  | CDU           |
|                            | Richard Stücklen         | Richard Stücklen (1897–1976)         | Bondsminister van Posterijen en Communicatie                | 29 oktober 1957   | 1 december 1966  | CSU           |
|                            | Hans Lenz                | Hans Lenz (1907–1968)                | Bondsminister voor Financiële Bezittingen                   | 14 november 1961  | 11 december 1962 | FDP           |
|                            | Walter Scheel            | Walter Scheel (1919–2016)            | Bondsminister voor Economische Betrekkingen                 | 14 november 1961  | 11 december 1962 | FDP           |
|                            | Siegfried Balke          | Siegfried Balke (1902–1984)          | Bondsminister voor Kernveiligheid                           | 16 oktober 1956   | 14 december 1962 | CSU           |
|                            | Ernst Lemmer             | Ernst Lemmer (1898–1970)             | Bondsminister voor Oost-Duitse Betrekkingen                 | 29 oktober 1957   | 14 december 1962 | CDU           |
|                            | Wolfgang Mischnick       | Wolfgang Mischnick (1921–2002)       | Bondsminister voor Vluchtelingen en Oorlogsslachtoffers     | 14 november 1961  | 11 december 1962 | FDP           |
|                            | Franz-Josef Wuermeling   | Franz-Josef Wuermeling (1900–1986)   | Bondsminister voor Familie Zaken                            | 20 oktober 1953   | 14 december 1962 | CDU           |
|                            | Hans-Joachim von Merkatz | Hans-Joachim von Merkatz (1905–1982) | Bondsminister voor de Bondsraad                             | 26 mei 1955       | 14 december 1962 | CDU (1960–62) |
|                            | Heinrich Krone           | Heinrich Krone (1895–1989)           | Bondsminister voor de Federale Veiligheidsraad              | 14 november 1961  | 1 december 1966  | CDU           |

## Trivia
- Het leeftijdsverschil tussen oudste ambtsbekleder Konrad Adenauer en de jongste Wolfgang Mischnick was maar liefst 45 jaar.